# فريديريك بيج
فريديريك بيج (28 ديسمبر 1978 في سويسرا - ) هو لاعب كرة قدم سويسري في مركز قلب الدفاع. لعب مع غرويتر فورت ونادي آراو ونادي أونترهاخينغ ونادي لوزان ونادي نوشاتل زاماكس ويونيون برلين.

## وصلات خارجية
- فريديريك بيج على موقع قاعدة بيانات كرة القدم.إي يو (الإنجليزية)
- فريديريك بيج على موقع عالم كرة القدم.نت (الإنجليزية)